# نیروی هوایی سلطنتی

نشانه‌های رسمی نیروی هوایی پادشاهی

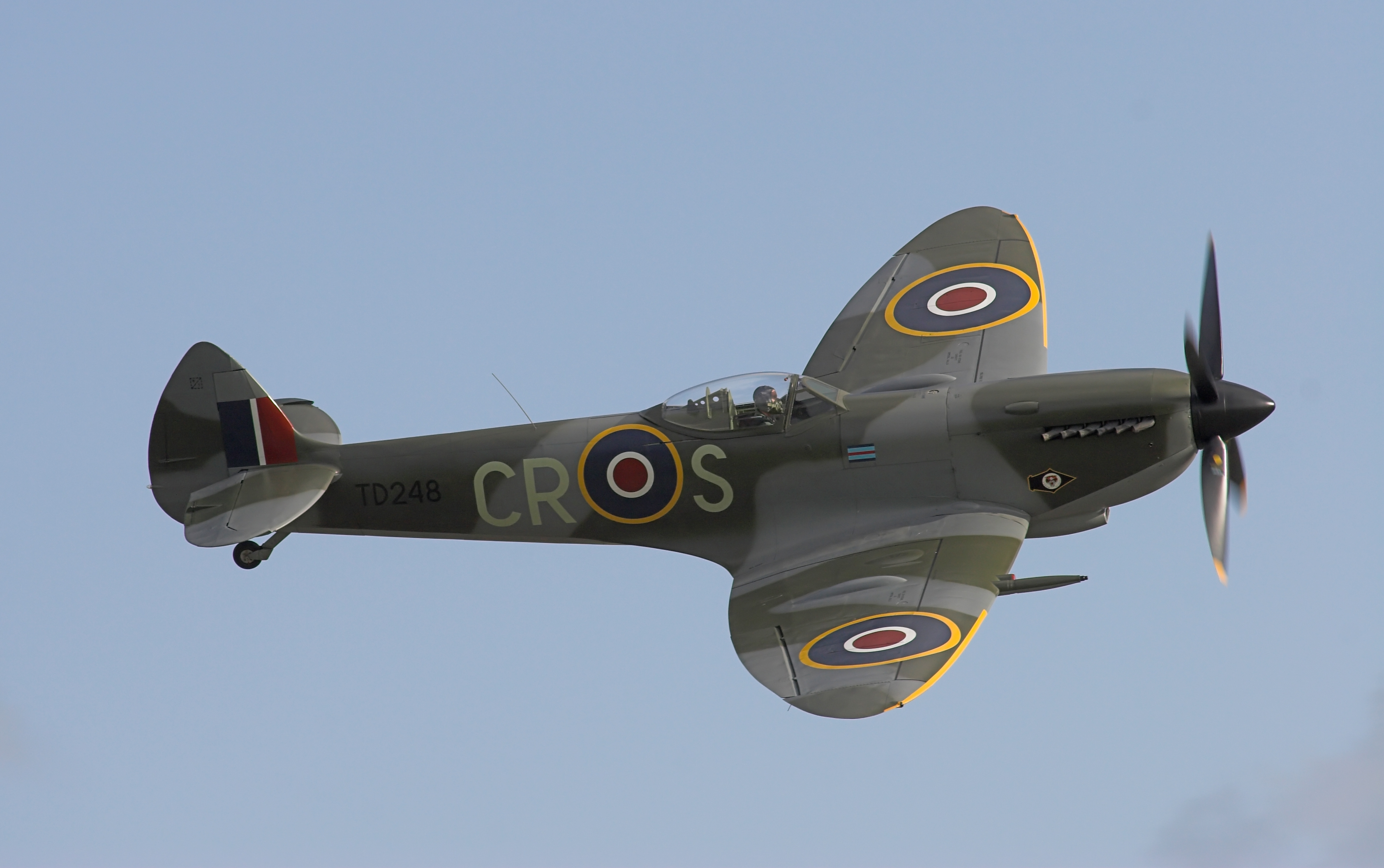
نگاره‌ای از یک فروند جنگندهٔ سوپرمارین اسپیت‌فایر ام‌کی ۱۶ در حین پرواز این جنگنده، ساخت شرکت سوپرمارین و موتور آن ساخت شرکت رولزرویس است در طول جنگ جهانی دوم جنگنده سوپرمارین اسپیت‌فایر با برد پروازی ۷۴۰ کیلومتر، یکی از کاربردی‌ترین جنگنده‌های نیروی هوایی پادشاهی بود

نیروی هوایی سلطنتی (به انگلیسی: Royal Air Force)، شاخه هوایی نیروهای مسلح بریتانیا است. این نهاد که رسماً در سال ۱۹۱۸ بنیان‌گذاری شده، قدیمی‌ترین نیروی هوایی در جهان است.
نیروی هوایی پادشاهی با بیش از ۸۲۷ فروند هواپیما و ۴۲٬۲۸۰ نفر نیروی انسانی، بزرگ‌ترین نیرو هوایی در اروپا و دومین در ناتو است.
نبرد بریتانیا در کارنامه این نیرو از مهم‌ترین عنوان‌ها است.
امروزه، نیروی هوایی پادشاهی یک ناوگان عملیاتی است که از انواع مختلف هواپیما را نگهداری می‌کند به طوریکه نیروی هوایی پادشاهی خود را به عنوان «پیشرو» از نظر فناوری توصیف کرده‌است. این هواپیما عمدتاً شامل هواپیماهای بال ثابت است، از جمله هواپیماهایی که در نقش‌های زیر هستند:
- جنگنده و حمله
- هشدار و کنترل اولیه هوابرد
- اطلاعات
- نظارت
- اکتساب هدف و شناسایی (ISTAR)
- اطلاعات سیگنال (SIGINT)
- گشت دریایی
- سوخت رسانی به هوا (AAR)
- حمل و نقل استراتژیک و تاکتیکی

اکثر هواپیماهای بال چرخشی نیروی هوایی پادشاهی بخشی از فرماندهی مشترک هلیکوپترهای سه خدمتی برای پشتیبانی از نیروهای زمینی هستند. بیشتر هواپیماها و پرسنل نیروی هوایی پادشاهی در بریتانیا مستقر هستند و بسیاری دیگر در عملیات‌های بین‌المللی (عمدتاً بر فراز عراق و سوریه) یا در پایگاه‌های قدیمی برون مرزی (جزیره اسنشن، قبرس، جبل الطارق و جزایر فالکلند) خدمت می‌کنند. اگرچه نیروی هوایی پادشاهی بازوی اصلی نیروهای مسلح بریتانیا در بخش هوایی است ولی بخش هوایی ناوگان دریایی پادشاهی نیز هواپیماها را اداره می‌کند.

## نگارخانه

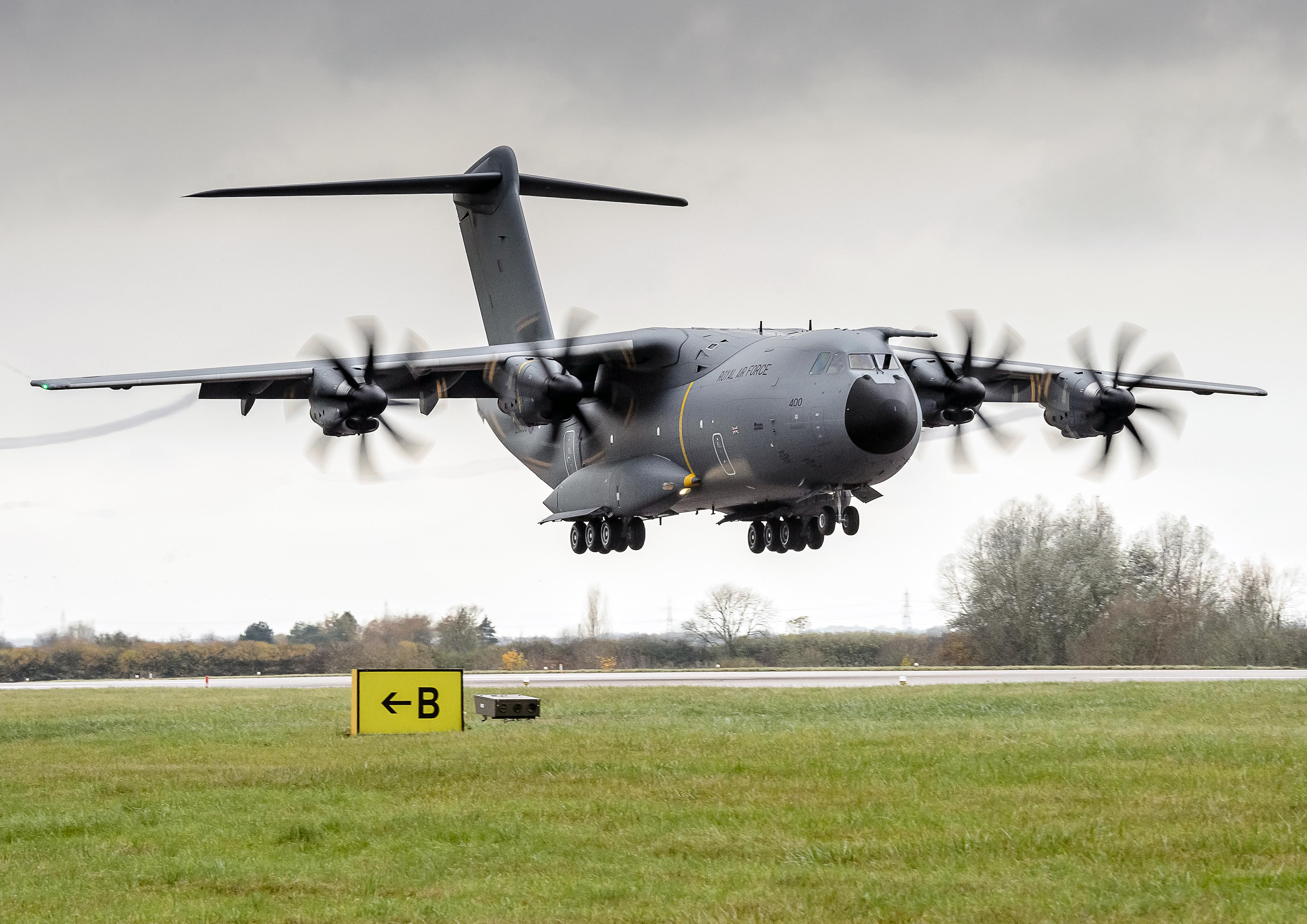
ایرباس ای۴۰۰ ام
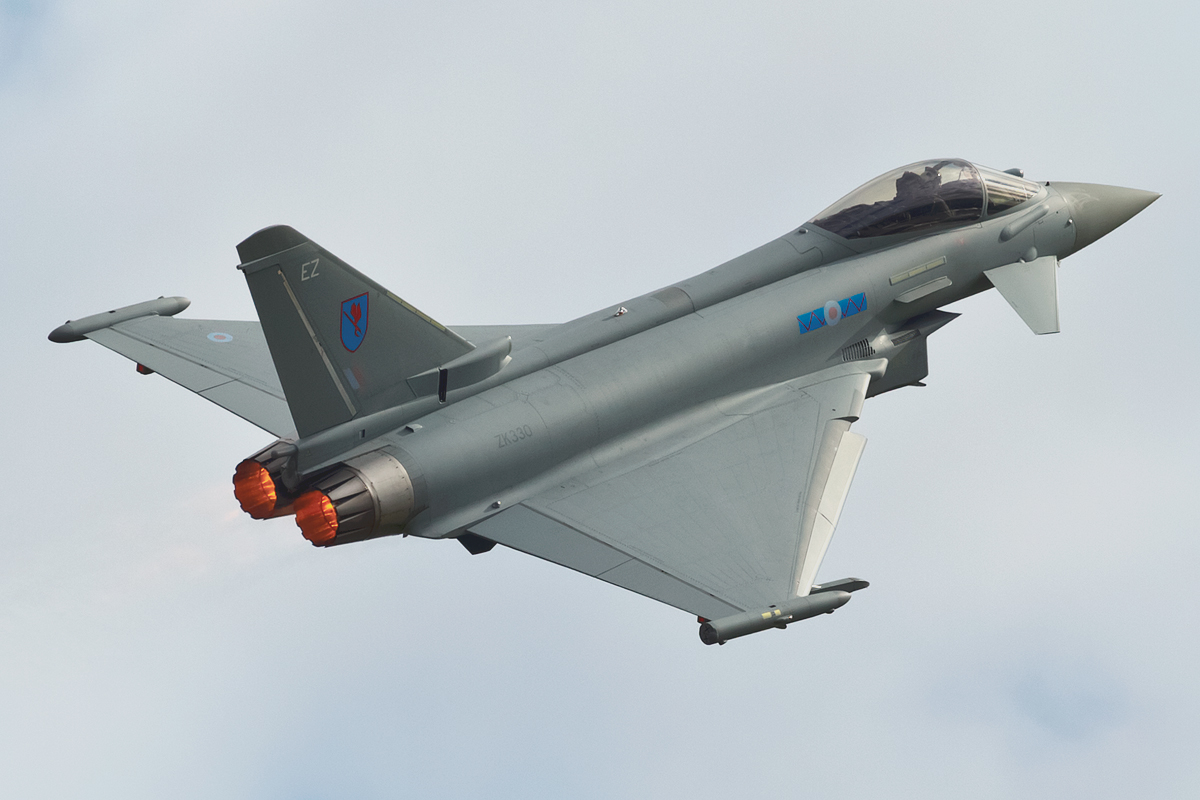
تایفون اف‌جی‌آر ۴
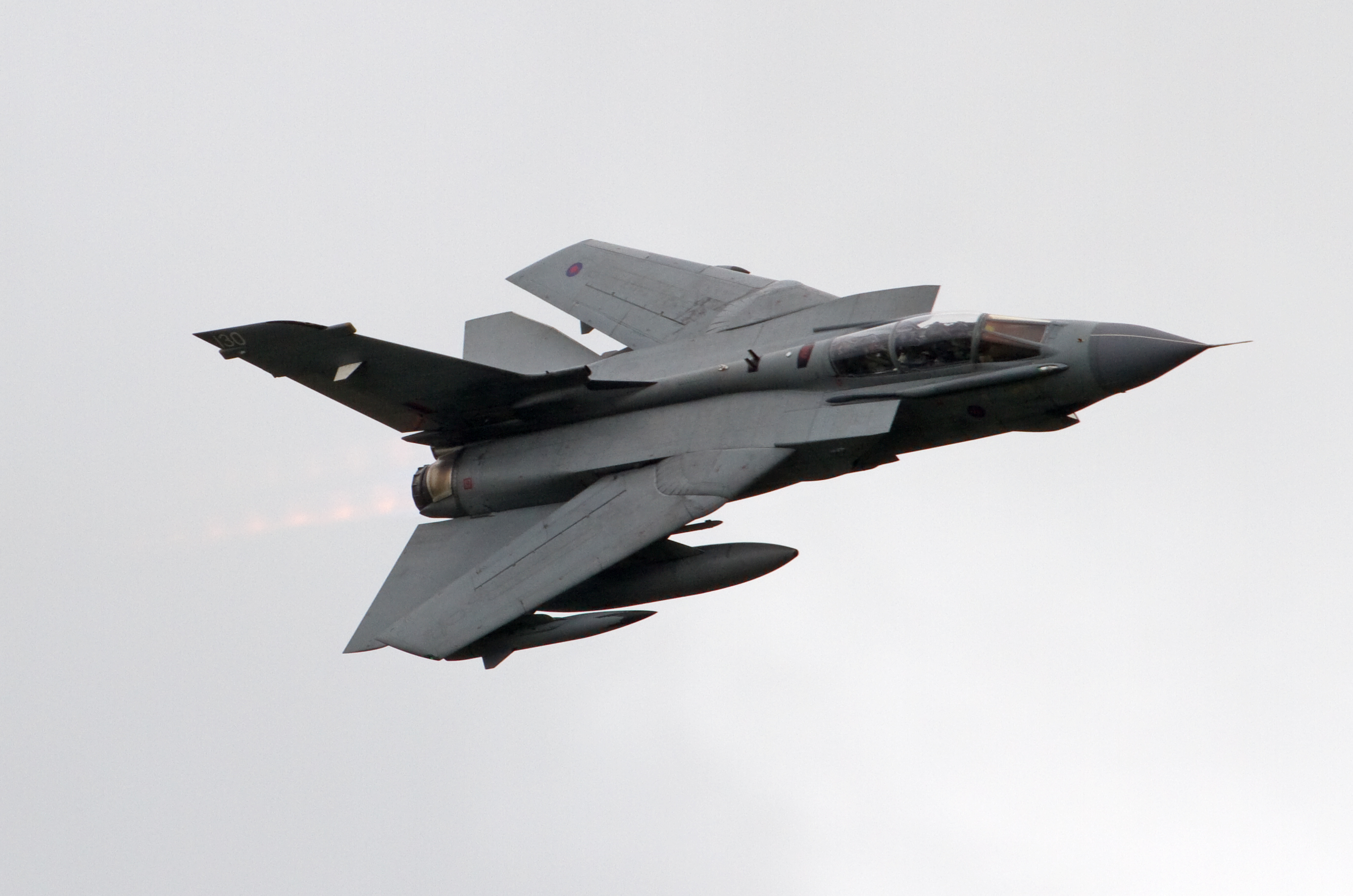
پاناویا تورنادو تیم آکروجت پیکان‌های سرخ نیروی هوایی پادشاهی بریتانیا در حال اجرای نمایش هوایی بر فراز فرودگاه نیروی هوایی سلطنتی اسکامپتون